# Musique planante
La musique planante (en anglais : space music) ou simplement le planant est une dénomination générale pour des morceaux de musique évoquant des sentiments comme la grandeur cosmique, l'apesanteur contemplative, ou une imagerie de science-fiction hiératique.
On l'associe généralement à certains albums de musique ambient, en particulier de musique électronique des années 1970 (comme Tangerine Dream, Klaus Schulze, ou les deux premiers disques de Jean-Michel Jarre) mais le style a un renouveau depuis le milieu des années 1990 en tant que tel ou que chill-out.

## Historique
Le terme remonte au tout début des années 1970 et recoupe en partie plusieurs genres musicaux, sans les inclure ni en être un sous-genre. Il est généralement utilisé pour qualifier certains albums de musique électronique (principalement l'ambient et certains dérivés comme le chill-out) et la musique new age.
Le terme anglais est space music (musique spatiale ou musique de l'espace), et le terme allemand Kosmische Musik (musique cosmique ou musique du cosmos) historiquement lié au Krautrock. Il est souvent décliné en space rock (qui a donné rock planant ou rock planant électronique) pour désigner certains albums plus rythmiques (comme les premiers Tangerine Dream ou certains Jean-Michel Jarre ou Pink Floyd). Le terme français n'avait pas de rapport avec la drogue (bien que la musique planante et la musique psychédélique aient été souvent utilisées dans ce type d'activités).
Le terme et le style ont surtout été utilisés pendant les années 1970 avec les débuts de la musique synthétique, les premiers morceaux longs du rock progressif et du rock germanique ; la plupart des représentants du style sont d'ailleurs des anciens de Tangerine Dream (Schulze, Baumann, Franke) ou sous son influence. Cette musique est souvent considérée comme un sous genre du rock progressif.
Un renouveau a eu lieu depuis le milieu des années 1990 avec les retours périodique de Klaus Schulze et épisodique de Tangerine Dream à ce style, marqué dans le grand public par la musique de Babylon 5 ; de fait, la musique planante a souvent été réutilisée comme bande-son associée à la science-fiction ou au futur (l'émission TV des années 1980 « L'avenir du futur » utilisait ainsi Rubycon comme générique), et en retour elle a souvent intégré des caractéristiques de musique de film.

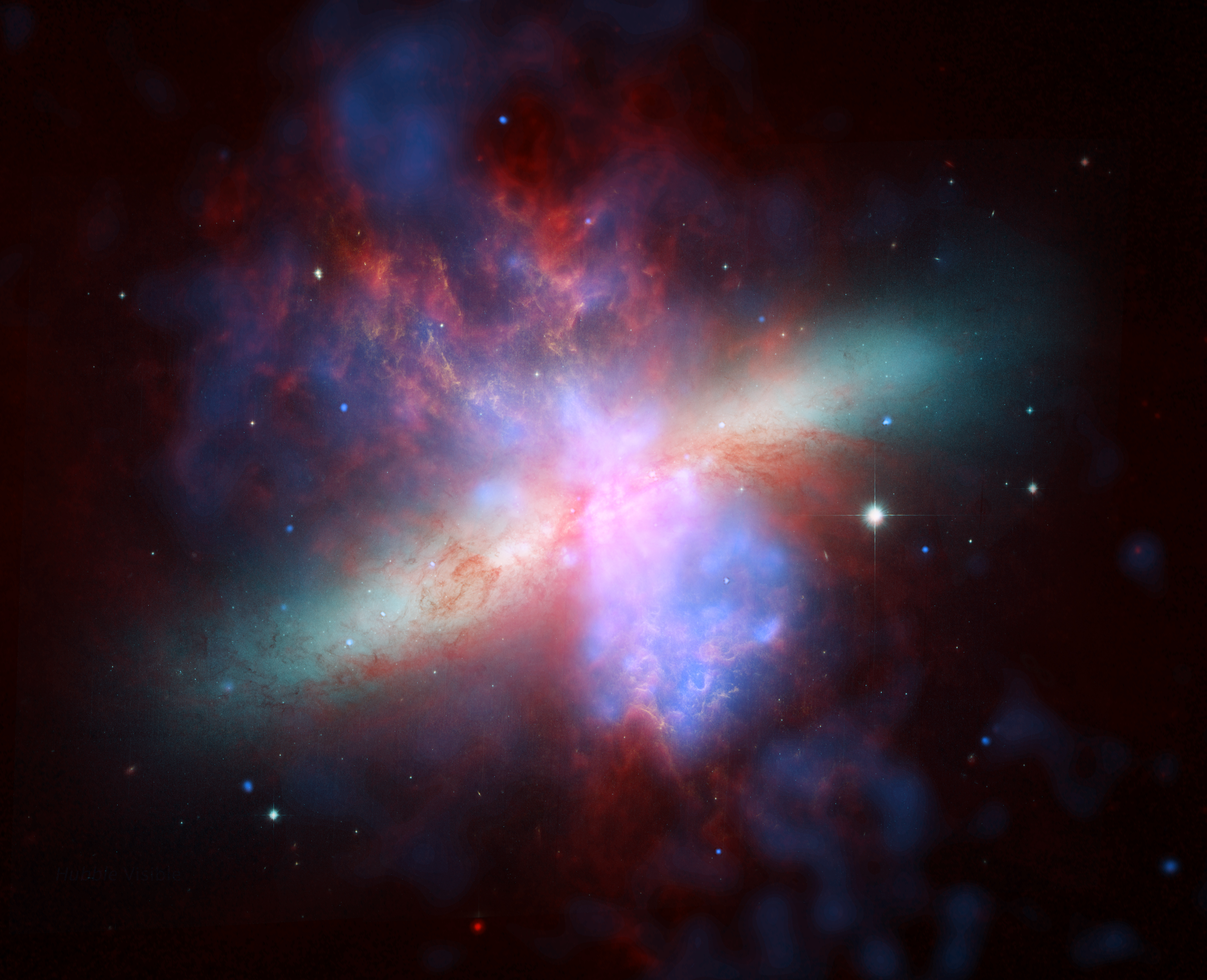
Fichier:Infyuthsion - Lost In Space.ogg morceau trance composé en 2011

 (Tangerine Dream est du reste devenu le compositeur de très nombreuses bandes originales, sans qu'elles soient de la musique planante.)
Il n'est généralement pas possible de classer un artiste dans ce style, mais plutôt certains de ses albums (voire certains morceaux seulement). De plus, il s'agit souvent d'une étiquette qui s'ajoute à d'autres (musique électronique, ambient, rock psychédélique ou progressif) sans s'y substituer.
Enfin, il faut signaler qu'en parallèle le qualificatif général de « planant » est parfois utilisé pour certains genres (comme le dub ou le trip hop) qui ne sont pas pour autant de la "musique planante".
Une nouvelle vague d'artistes, apparus à l'orée des années 2010 fait renaître le genre (Space Megalithe, Hollan Holmes, Stellardrone).

## Représentants
Des exemples typiques incluent :
- Tangerine Dream : Alpha Centauri (1971), Zeit (1972), Atem (1973), Phaedra (1974), Rubycon (1975), Ricochet (1975), Stratosfear (1976), Mars Polaris (1999)
- Ash Ra Tempel - Manuel Göttsching : Inventions For Electric Guitar (1974), Le Berceau de Cristal (soundtrack) (1975), New Age of Earth (1976)
- Klaus Schulze : Cyborg (1973), Picture Music (1975), Timewind (1975), Moondawn (1976), Mirage (1977), Dune (1979), Dark Side of the Moog 7 (1998), Dark Side of the Moog 9 (2002), Dark Side of the Moog 10 (2005), Kontinuum (2007), Farscape (2008)
- Peter Baumann : Romance '76 (1976)
- Christopher Franke : Babylon 5, vol. 1 (1995), Babylon 5, vol. 2 (1997)
- Jean-Michel Jarre : Oxygène (1976), Équinoxe (1978)
- Vangelis : Albedo 0.39 (1976), Spiral (1977)
- Space Art : Onyx (1977), Trip to the center head (1977)
- Jean-Pierre Decerf : Space Oddities (compilation, 1995)
- Scratch Massive : Enemy & Lovers (2003), Naked (2005), Time (2007), Joy (2009), Nuit de rêve (2011)
- Booker Ervin: The Space Book (1964), la pochette de l'album montre les étoiles dans le vide spatial.